# Bora-hansgrohe/Saison 2018
Diese Liste beschreibt die Mannschaft und die Erfolge des Radsportteams Bora-hansgrohe in der Saison 2018.

## Erfolge in der UCI WorldTour
In der Saison 2018 gelangen dem Team nachstehende Erfolge in der UCI WorldTour.
| Datum       | Rennen                                 | Sieger            |
| ----------- | -------------------------------------- | ----------------- |
| 19. Januar  | 4. Etappe Tour Down Under              | Peter Sagan       |
| 28. Januar  | Cadel Evans Great Ocean Road Race      | Jay McCarthy      |
| 25. März    | Gent-Wevelgem                          | Peter Sagan       |
| 4. April    | 3. Etappe Baskenland-Rundfahrt         | Jay McCarthy      |
| 8. April    | Paris–Roubaix                          | Peter Sagan       |
| 29. April   | 5. Etappe Tour de Romandie             | Pascal Ackermann  |
| 11. Mai     | 7. Etappe Giro d’Italia                | Sam Bennett       |
| 17. Mai     | 12. Etappe Giro d’Italia               | Sam Bennett       |
| 27. Mai     | 21. Etappe Giro d’Italia               | Sam Bennett       |
| 5. Juni     | 2. Etappe Critérium du Dauphiné        | Pascal Ackermann  |
| 10. Juni    | 2. Etappe Tour de Suisse               | Peter Sagan       |
| 8. Juli     | 2. Etappe Tour de France               | Peter Sagan       |
| 11. Juli    | 5. Etappe Tour de France               | Peter Sagan       |
| 20. Juli    | 13. Etappe Tour de France              | Peter Sagan       |
| 29. Juli    | Prudential RideLondon & Surrey Classic | Pascal Ackermann  |
| 4. August   | 1. Etappe Polen-Rundfahrt              | Pascal Ackermann  |
| 5. August   | 2. Etappe Polen-Rundfahrt              | Pascal Ackermann  |
| 18. August  | 6. Etappe BinckBank Tour               | Gregor Mühlberger |
| 10. Oktober | 2. Etappe Türkei-Rundfahrt             | Sam Bennett       |
| 11. Oktober | 3. Etappe Türkei-Rundfahrt             | Sam Bennett       |
| 14. Oktober | 6. Etappe Türkei-Rundfahrt             | Sam Bennett       |
| 17. Oktober | 2. Etappe Tour of Guangxi              | Pascal Ackermann  |

## Erfolge in der UCI Europe Tour
In der Saison 2018 gelangen dem Team nachstehende Erfolge in der UCI Europe Tour.
| Datum         | Rennen                             | Kat. | Fahrer           |
| ------------- | ---------------------------------- | ---- | ---------------- |
| 10. Juni      | Rund um Köln                       | 1.1  | Sam Bennett      |
| 26. Juli      | Grand Prix Pino Cerami             | 1.1  | Peter Kennaugh   |
| 9. August     | 1. Etappe Czech Cycling Tour (MZF) | 2.1  | Bora-hansgrohe   |
| 1. September  | Brussels Cycling Classic           | 1.HC | Pascal Ackermann |
| 2. September  | Grand Prix de Fourmies             | 1.HC | Pascal Ackermann |
| 14. September | 2. Etappe Slowakei-Rundfahrt       | 2.1  | Rüdiger Selig    |
| 15. September | 3. Etappe Slowakei-Rundfahrt       | 2.1  | Matteo Pelucchi  |

## Erfolge in den Nationalen Straßen-Radsportmeisterschaften
In den Rennen der Nationalen Straßen-Radsportmeisterschaften 2018 konnte das Team nachstehende Titel erringen.
| Datum    | Rennen                                        | Sieger            |
| -------- | --------------------------------------------- | ----------------- |
| 22. Juni | Polnische Meisterschaft – Einzelzeitfahren    | Maciej Bodnar     |
| 24. Juni | Slowakische Meisterschaft – Straßenrennen     | Peter Sagan       |
| 1. Juli  | Deutsche Meisterschaft – Straßenrennen        | Pascal Ackermann  |
| 1. Juli  | Österreichische Meisterschaft – Straßenrennen | Lukas Pöstlberger |

## Mannschaft
| Teamkader 2018                            | Teamkader 2018     | Teamkader 2018         | Teamkader 2018                             |
| Name                                      | Geburtsdatum       | Land                   | Vorheriges Team                            |
| ----------------------------------------- | ------------------ | ---------------------- | ------------------------------------------ |
| Davide Formolo                            | 25. Oktober 1992   | Italien                | Cannondale-Drapac (2017)                   |
| Pascal Ackermann                          | 17. Januar 1994    | Deutschland            | Rad-net Rose (2016)                        |
| Erik Baška                                | 12. Januar 1994    | Slowakei               | Tinkoff (2016)                             |
| Cesare Benedetti                          | 3. August 1987     | Italien                | UC Bergamasca 1902-De Nardi-Colpack (2009) |
| Sam Bennett                               | 16. Oktober 1990   | Irland                 | An Post-ChainReaction (2013)               |
| Maciej Bodnar                             | 7. März 1985       | Polen                  | Tinkoff (2016)                             |
| Emanuel Buchmann                          | 18. November 1992  | Deutschland            | Rad-net Rose (2014)                        |
| Marcus Burghardt                          | 30. Juni 1983      | Deutschland            | BMC Racing Team (2016)                     |
| Felix Großschartner                       | 23. Dezember 1993  | Österreich             | CCC Sprandi Polkowice (2017)               |
| Peter Kennaugh                            | 15. Juni 1989      | Vereinigtes Königreich | Team Sky (2017)                            |
| Michal Kolář                              | 21. Dezember 1992  | Slowakei               | Tinkoff (2016)                             |
| Leopold König                             | 15. November 1987  | Tschechien             | Team Sky (2016)                            |
| Patrick Konrad                            | 13. Oktober 1991   | Österreich             | Gourmetfein Simplon Wels (2014)            |
| Rafał Majka                               | 12. September 1989 | Polen                  | Tinkoff (2016)                             |
| Jay McCarthy                              | 8. September 1992  | Australien             | Tinkoff (2016)                             |
| Gregor Mühlberger                         | 4. April 1994      | Österreich             | Felbermayr Simplon Wels (2015)             |
| Daniel Oss                                | 13. Januar 1987    | Italien                | BMC Racing Team (2017)                     |
| Matteo Pelucchi                           | 21. Januar 1989    | Italien                | IAM Cycling (2016)                         |
| Christoph Pfingsten                       | 20. November 1987  | Deutschland            | De Rijke (2014)                            |
| Paweł Poljański                           | 6. Mai 1990        | Polen                  | Tinkoff (2016)                             |
| Lukas Pöstlberger                         | 10. Januar 1992    | Österreich             | Tirol Cycling Team (2015)                  |
| Juraj Sagan                               | 23. Dezember 1988  | Slowakei               | Tinkoff (2016)                             |
| Peter Sagan                               | 26. Januar 1990    | Slowakei               | Tinkoff (2016)                             |
| Aleksejs Saramotins                       | 8. April 1982      | Lettland               | IAM Cycling (2016)                         |
| Andreas Schillinger                       | 13. Juli 1983      | Deutschland            | Nutrixxion Sparkasse (2009)                |
| Michael Schwarzmann                       | 7. Januar 1991     | Deutschland            |                                            |
| Rüdiger Selig                             | 19. Februar 1989   | Deutschland            | Katusha (2015)                             |
|                                           |                    |                        |                                            |
| Quellen: ProCyclingStats Cycling Quotient |                    |                        |                                            |